# Élections fédérales australiennes de 1990
Des élections législatives et sénatoriales fédérales se tiennent le 24 mars 1990 en Australie afin de renouveler les 148 sièges de la Chambre des représentants et 40 des 76 sièges du Sénat.
Ces élections ont été remportées par le Parti travailliste de Bob Hawke.